# Allodynerus mateui
Allodynerus mateui är en stekelart som beskrevs av Giordani Soika 1970. Allodynerus mateui ingår i släktet rörgetingar, och familjen Eumenidae. Inga underarter finns listade i Catalogue of Life.